# Anne Groß
Anne Groß (* 13. Juni 1963 in Brake) ist eine deutsche Verwaltungsrichterin. Seit 2020 ist sie Präsidentin des Hamburgischen Oberverwaltungsgerichts und damit die erste Frau in der Geschichte des Gerichts auf diesem Posten.

## Beruflicher Werdegang
Nach dem Studium der Rechtswissenschaften an der Universität Passau sowie an der Universität Freiburg im Breisgau legte Anne Groß 1988 ihre Erste Juristische Staatsprüfung 1988 in Freiburg ab. 1990 begann sie ihr Referendariat am Hanseatischen Oberlandesgericht und absolvierte 1992 die Zweite Juristische Staatsprüfung.
1993 begann Anne Groß ihre Laufbahn in der Justiz als Richterin am Verwaltungsgericht Hamburg. Nach Abordnungen an die Justizbehörde im Jahr 2006 und das Hamburgische Oberverwaltungsgericht im Jahr 2009 wurde sie 2012 zur Richterin am Oberverwaltungsgericht ernannt, zuständig unter anderem als Präsidialrichterin für die Bereiche Präsidium, Organisation und Öffentlichkeitsarbeit. Im Januar 2018 übernahm sie das Amt der Vizepräsidentin des Oberverwaltungsgerichts. Am 26. März 2020 wurde sie in ihr Amt als Präsidentin eingeführt.

## Publikationen (Auswahl)
- Bologna für Juristen? Verfassungs- und europarechtliche Fragen im Zusammenhang mit den Reformüberlegungen zur Juristenausbildung. In: Zeitschrift für Öffentliches Recht in Norddeutschland, Heft 7, 2008, S. 297–307